# Щукін Борис Васильович
Щукін Борис Васильович (5 (17 квітня) 1894 — 7 жовтня 1939) — радянський актор театру і кіно, народний артист СРСР (1936), лауреат Сталінської премії першого ступеня (1941).

## Біографія
Борис Щукін народився у місті Кашира в сім'ї службовця. Навчався у Вищому технічному училищі. У роки громадянської війни служив в Червоної Армії. В 1920 році Щукін вступив до драматичної студії під керівництвом Є. Б. Вахтангова. Після закінчення студії був прийнятий в трупу Театру ім. Вахтангова.
Великий вплив на творчість Щукіна надала естетика його вчителі з її яскравою театральністю, іронією, близькістю народної буфонади, гротеску. Щукін був одним з найбільших представників радянської реалістичної школи, блискуче поєднував у своєму мистецтві комедійне і драматичне начало. Щукін був одним з перших радянських акторів, що втілили на сцені і в кіно образ Леніна, заклав традиції виконання цієї ролі.
Помер 7 жовтня 1939 року. Похований на Новодівочому кладовищі в Москві.

## Нагороди та звання
- 1936 — Народний артист СРСР.
- 1939 — Театральному училищу присвоєно ім'я Б. В. Щукіна.
- Сталінська премія першого ступеня (1941) за виконання ролі В. І. Леніна у фільмах «Ленін у Жовтні» (1937) і «Ленін у 1918 році» М. Ромма (1938) (посмертно).